# 霍姆伍德峽谷-威爾斯谷 (加利福尼亞州)
霍姆伍德峽谷-威爾斯谷（英語：Homewood Canyon-Valley Wells）是位於美國加利福尼亞州因約縣的一個非建制地區。該地的面積和人口皆未知。

## 地理
霍姆伍德峽谷-威爾斯谷的座標為35°50′39″N 117°20′23″W / 35.84417°N 117.33972°W，而該地的平均海拔高度為522米（即1712英尺）。